# Национальный гольф-клуб Трампа (Бедминстер)
Национальный гольф-клуб Трампа (англ. Trump National Golf Club Bedminster) — частный гольф-клуб, расположенный в Бедминстере, штат Нью-Джерси, приблизительно в 64 км к западу от Нью-Йорка в графстве Сомерсет. Принадлежит и управляется компанией Trump Organization.

## История
Дональд Трамп купил недвижимость площадью 520 акров, в которую входило поместье автопроизводителя Джона З. Де Лореана, менее чем за 35 миллионов долларов в 2002 году. Ранее поместье было известно как ферма Лэмингтон и планировалось под поле для гольфа. Поле на 36 лунок было спроектировано архитекторами полей для гольфа Томом Фацио и Томом Фацио II. Первый участок открылся в 2004 году.
Членство в клубе стоит около 300 000 долларов В 2005 году журнал Golf поместил поле на 73-е место в США и на 84-е место в рейтинге Golf Digest за 2005 и 2006 гг.. В октябре 2009 года в клубе прошла свадьба дочери Трампа, Иванки Трамп.

## Основные события
Гольф-клуб принимал Открытый чемпионат США по гольфу среди женщин с 13 по 16 июля 2017 года. В 2014 году Американская ассоциация профессиональных игроков в гольф (PGA) наметила поле для проведения мужского чемпионата 2022 года. 10 января 2021 года это решение было отменено, после того, как Дональд Трамп спровоцировал толпу на штурм Капитолия США.
В 2022 году Трамп похоронил в гольф-клубе свою первую жену Ивану.